# Островные игры 2017
XVII Островные игры  2017 (2017 NatWest Island Games) прошли в Готланде (Швеция). с 24 по 30 июня 2017 г. В соревнованиях приняло участие 2333 спортсмена из 23 команд в 14 видах спорта. Готланд во второй раз принимает Островные игры после Игр 1999 года. 
Первое место завоевали спортсмены из острова Мэн (39 золотых, 26 серебряных и 36 бронзовых медали). На втором оказались спортсмены из Фарерских островов (30-27-30). На третьем — Джерси (29-21-35).

## Участники
Список команд-участников Островных игр..
- Аландские острова
- Олдерни
- Бермуды
- Каймановы острова
- Фолклендские острова
- Фарерские острова
- Фрёйа
- Гибралтар
- Готланд (хозяева)
- Гренландия
- Гернси
- Хитра
- Остров Мэн
- Остров Уайт
- Джерси
- Менорка
- Оркнейские острова
- Сааремаа
- Сарк
- Шетландские острова
- Остров Святой Елены
- Внешние Гебриды
- Англси

### Виды спорта[6]
Ниже представлены виды спорта, в которых приняли участие спортсмены. В скобках указано количество разыгранных комплектов наград.
| - Баскетбол (2) - Бадминтон (6) - Волейбол (2) - Пляжный волейбол (2) - Гимнастика (24) |  | - Велоспорт (20) - Маунтинбайк (8) - Шоссейный велоспорт (4) - Time trial (4) - Town centre criterium (4) - Гольф (4) - Лёгкая атлетика (41) - Настольный теннис (6) - Плавание (43) |  | - Стрелковый спорт (41) - Стрельба из лука (14) - Теннис (7) - Триатлон (4) - Футбол (2) |

## Медальный зачёт[7]
| Место | Страна               | Золото | Серебро | Бронза | Всего |
| ----- | -------------------- | ------ | ------- | ------ | ----- |
| 1     | Остров Мэн           | 39     | 26      | 36     | 101   |
| 2     | Фарерские острова    | 30     | 27      | 30     | 87    |
| 3     | Джерси               | 29     | 21      | 35     | 85    |
| 4     | Гернси               | 27     | 35      | 32     | 94    |
| 5     | Готланд              | 23     | 19      | 20     | 62    |
| 6     | Сааремаа             | 17     | 8       | 7      | 32    |
| 7     | Внешние Гебриды      | 10     | 3       | 1      | 14    |
| 8     | Аландские острова    | 9      | 4       | 14     | 27    |
| 9     | Остров Уайт          | 7      | 12      | 7      | 26    |
| 10    | Каймановы острова    | 7      | 10      | 8      | 25    |
| 11    | Гибралтар            | 6      | 8       | 12     | 26    |
| 12    | Менорка              | 6      | 6       | 8      | 20    |
| 13    | Шетландские острова  | 4      | 5       | 5      | 14    |
| 14    | Бермудские острова   | 2      | 13      | 7      | 22    |
| 15    | Остров Святой Елены  | 2      | 1       | 2      | 5     |
| 16    | Оркнейские острова   | 2      | 0       | 5      | 7     |
| 17    | Гренландия           | 1      | 5       | 0      | 6     |
| 18    | Англси               | 1      | 4       | 4      | 9     |
| 19    | Хитра                | 1      | 1       | 2      | 4     |
| 20    | Фолклендские острова | 0      | 0       | 1      | 1     |
| 20    | Сарк                 | 0      | 0       | 1      | 1     |
| Всего | Всего                | 223    | 218     | 227    | 668   |